# Piaristická kolej (Brandýs nad Labem)
Piaristická kolej je dvoupodlažní barokní budova bývalé koleje piaristů v Brandýse nad Labem. Nachází se v ulici Na Vyšším hrádku čp. 185, v blízkosti kostela sv. Petra. Založili ji roku 1786 piaristé, kteří do města přišli roku 1759. Škola tu sídlila až do roku 1872. Později budova sloužila různým sociálním účelům, v období 1. republiky zde např. byla útulna slepých dívek. Stavba je od roku 1966 kulturní památkou.

## Příchod piaristů do města
O příchod piaristů do Brandýsa nad Labem se zasloužila především ovdovělá měšťanka Magdaléna Budínská, která zde chtěla založit řeholní dům kněží řádu pobožných škol a za tímto účelem koupila od taktéž ovdovělé Veroniky Dušičkové za 1500 zlatých přední část velkého domu v tehdejší Pražské ulici. Seznámena se záměrem paní Budínské rozhodla se paní Dušičková věnovat 200 zlatých z utržené částky pro daný záměr. Po zakoupení domu napsala koncem srpna 1757 paní Budínská anonymně provinciálovi piaristů Zachariášovi a S. Elisabeth, který byl právě na návštěvě koleje v Kosmonosech. V dopise stálo: „Jedna zdejší paní vdova míní pro velebný pány Pátery Piaristy dům váreční s velkou zahradou a placem koupiti, ano již za něj dává 1000 fl. K tomu extra na obraz chce hotových složiti 200 fl. Ten dům je nedaleko zámku a tak v srdci města. Vedle téhož domu je taky panskej zámeckej dům. Druhá paní vdova, jižto tento dům náleží, chce taky něco peněz z té prodeje odhodlati, jako i také již někteří jiní dobrodincové k složení nějakých peněz se obětujou, ale však vše posaváde v tichosti jest, až se prohlášení V. V. P. P. Piaristů věděti bude, zdaž by se zde osaditi mínili. Pán bůh by potom více dobrodincův zbudil pro rozmnožení služby boží, obzvláště ranního času, a cvičení mládeže a successive i studentův. Ten dům mohl by se pro příležitost spatřiti, ale však ovšem pravda jest, že by se, když by pán bůh patrony zbudil, stavěti muselo. Bylo by tedy k vinšování, by toto město s takovým duchovenstvem s klášterkem potěšeno bylo. NB ten dům je váreční a tu při městě jedna várka se vaří na 16 sudův.“ Z listu tedy vyplývá, že pro myšlenku piaristického duchovenstva získala paní Budínská i další příznivce z měšťanských kruhů. 

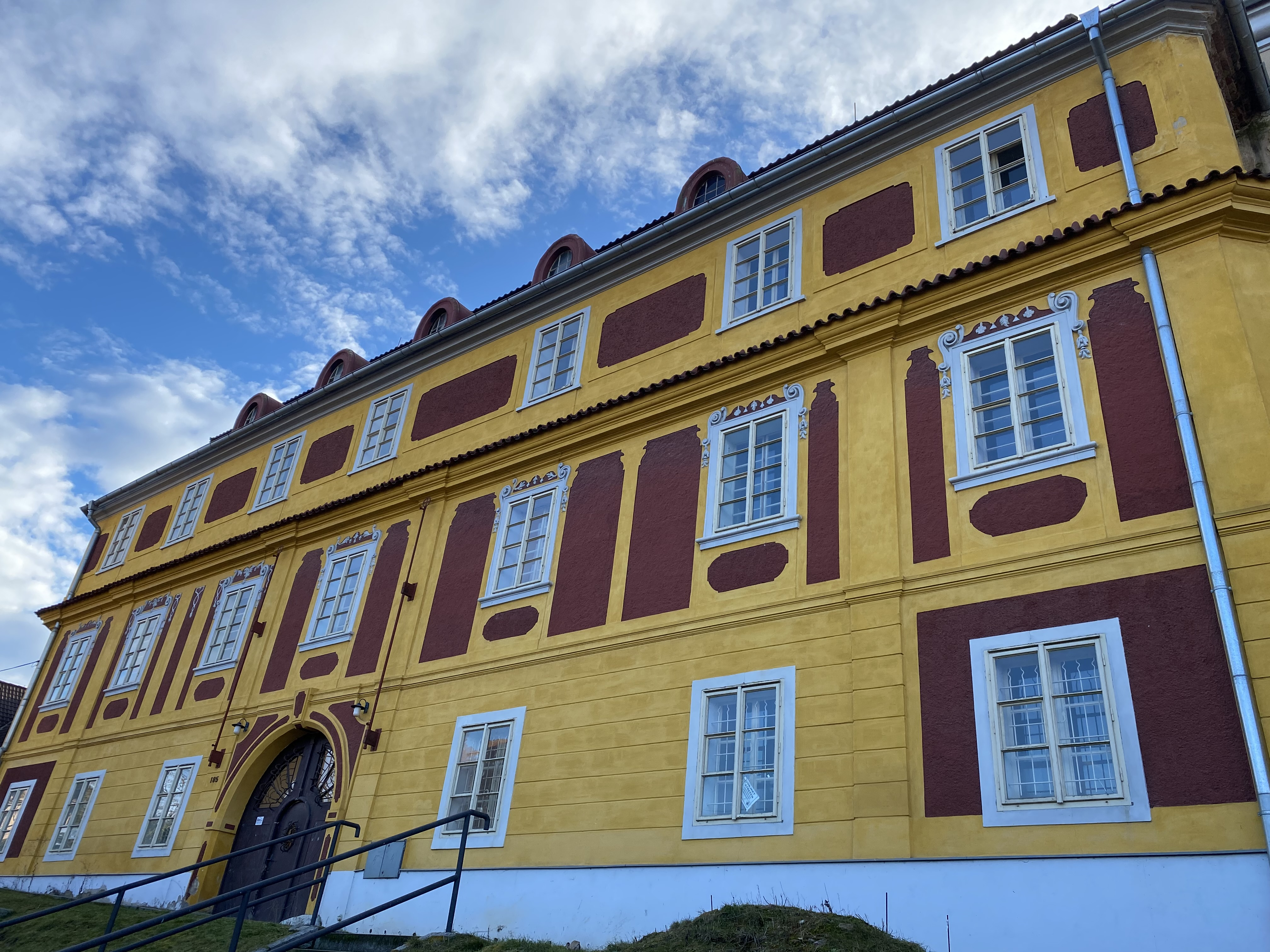
Bývalá piaristická kolej na Vyšším Hrádku

V té době ale začal vznikat také odpor vedený hlavně staroboleslavskými jezuity, kteří si sami zamýšleli zřídit školu ve své rezidenci. Paní Budínská, podporovaná ředitelem panství Aschenbrennerem, proto vážila dalekou a obtížnou cestu do Vídně a vyprosila si audienci u císaře Františka Štěpána Lotrinského a u vrchního ředitele komorních panství barona Toussainta. Tato akce byla korunována úspěchem a již v dubnu 1758 oznámil baron Toussaint císařské svolení, aby dva kněží z řádu piaristů na nově zamýšlené škole v Brandýse vyučovali. Magistrát byl ochoten piaristům postoupit chrám sv. Petra, z čehož ale nakonec sešlo kvůli nevůli děkana Šveibera. Proto si piaristé, kteří posléze přišli do Brandýsa, zřídili vlastní kapli sv. Josefa Kalasanského. Téhož roku založila paní Budínská fundaci 4000 zlatých, z níž by byli vychováváni dva řádoví kněží a svým vlastním nákladem dala vybudovat v prvním patře svého domu dvě ložnice, jídelnu a kuchyň a v přízemí pak dvě učebny tak, aby k nim mohla být přistavěna ještě třetí. Mezitím se stal novým děkanem děkan Vendelín, od něhož žádali piaristé, po vydání císařského svolení ke zřízení rezidence a škol piaristických a následně i po svolení arcibiskupském, aby je slavnostně do domu uvedl. Děkan to ale odmítl, uvedení proto provedl v roce 1759 sám magistrát bez veškerých slavností. Roku 1760 žádal magistrát arcibiskupa, aby směli piaristé v neděli a ve svátek číst o šesté hodině ranní mši s evangeliem, ale žádosti nebylo opět na popud děkana vyhověno.

## Založení koleje
Piaristé začali v Brandýse vyučovat hned v roce 1759 a počet žáků stále vzrůstal. Hlásili se i dospělejší věkem, kteří chtěli být vyučováni v počtech a v psaní. Až do roku 1770 učil žáky číst a psát jeden kněz. Škola se podle toho dělila na dvě oddělení: v legendu a scribendu. Téhož roku byla zřízena samostatná scribenda. Potom se piaristé přičinili o zřízení hlavní školy v Brandýse nad Labem nejprve III. třídou a později i třídou IV. Vyučování ve škole hlavní se dostávalo pouze chlapcům. Učitelé III. a IV. třídy se nazývali učiteli hlavními a měli jednoho pomocníka neboli podučitele, který v obou třídách opakoval náboženství a vyučoval čtení. Původní dvoutřídní triviální škola byla nazývána elementární a byla stále smíšenou. Žáci i žákyně procházeli pravidelně ověřovacími pololetními zkouškami.
Mezitím nebyla stále dořešena otázka lépe vyhovující budovy pro školní účely, stejně tak kaple sv. Josefa Kalasanského nevyhovovala všem potřebným nárokům. Byla velmi malá a tmavá. Nový ředitel panství Schmelzing zamýšlel rezidenci piaristické školy přemístit do Staré Boleslavi, protože boleslavská kapitula měla být tehdy zrušena. K tomu ale nakonec nedošlo. Pokusy o svolení ke stavbě nové budovy se ve Vídni nesetkaly s ohlasem a celá situace byla vyřešena až roku 1785, kdy přišel rozkaz krajského úřadu Kouřimského, aby místní superior Weber prodal piaristický dům a zakoupil jiný. Měšťan Jakub Novák prodával totiž dům na Vysokém Hrádku, jehož skutečným vlastníkem byl kostelecký děkan František Raffius z Kleefelda. Spolu s domem byl piaristům odevzdán také chrám sv. Petra. Původní kaple sv. Josefa Kalasanského byla zrušena a oltářní obraz byl přenesen na hlavní oltář nové svatyně. Novou rezidencí brandýských piaristů se tak stala bývalá rychta osady Vyšší Hrádek, pozdně barokní budova, kde pak v letech 1786-1872 sídlila piaristická škola.

## Architektura
Jedná se o obdélnou dvoupodlažní budovu (Piaristická ul., č.p. 185) postavenou roku 1785. Hlavní východní průčelí je o sedmi osách, se středovým portálem završeným půlkruhovým obloukem. Průčelí je členěno soklem, profilovanou patrovou římsou a výraznou profilovanou hlavní římsou s prejzovou stříškou, nad kterou je vyzděná půdní nástavba zakončená korunní římsou s profilací. Střecha je mansardová. Při hlavním průčelí vystupuje ze střechy řada vikýřů s půlkruhovým zakončením a oplechováním. 

## Škola a její žáci
Roku 1806 bylo ve III. třídě 52 žáků. Roku 1808 to bylo žáků 41 a ve IV. třídě 21. V té době narostl počet dívek v Brandýse natolik, že od roku 1853 byly dívky I. a II. elementárních tříd odděleny od chlapců. Všechny třídy chlapecké se pak nazývaly školou hlavní. Roku 1852 žádal obecní úřad v Brandýse n. L., aby byla hlavní škola rozšířena o dvoutřídní školu reální. Bylo rozhodnuto, že od dalšího roku se zřídí dva ročníky nižší reální školy. Roku 1861 se obecní zastupitelstvo přičinilo o rozšíření nižší reálky o třídu III., v níž se začalo vyučovat roku 1862. Třídy reálné školy měly místnosti v prostorách dnešní radnice.
V I. třídě se vyučovalo česky, ve II. se zaváděly počátky němčiny, ve III. a později ve IV. se učilo výhradně německy. Němčina byla jednacím jazykem piaristů, německy vedli veškerá jednání a knihy. Pouze v roce 1849 byl do matriky nový školní rok zapsán česky s heslem: „Sláva vlasti“. Do roku 1861 byla matrika vedena opět německy. Poté se německému jazyku vyučovalo ve zvláštních hodinách jako na jiných školách. Z mimořádných předmětů, kterým se v Brandýse učilo, je třeba jmenovat především hospodářství. Žáci včelařili, sadařili, pěstili hedvábnictví, rolnictví, děvčata pěstila len. V letech 1778 a 1779 je Brandýs jmenován na prvním místě mezi školami, jež věnují péči hospodářství.
Novými školními zákony z roku 1869 byla hlavní škola v Brandýse n. L. přeměněna v obecnou čtyřtřídní školu a v roce 1872 zanikla škola reální a byla nahrazena školou měšťanskou. Škola měšťanská se od té doby nerozšířila a byla trvale spojena s obecnou školou pro chlapce. Od roku 1887 byla obecná škola dočasně rozšířena o pátou třídu a roku 1893 tak bylo rozhodnuto definitivně. Obě školy si pak držely stálý počet studentů. Škola obecná využívala prostory ve školní budově u farního kostela (dnes budova ZUŠ) a škola měšťanská v obecním domě. V 90. letech začali na školách vyučovat také učitelé světští a piaristé z řad učitelů postupně mizeli. Duchovní správě se zde však věnovali až do roku 1950.

## Další osud koleje

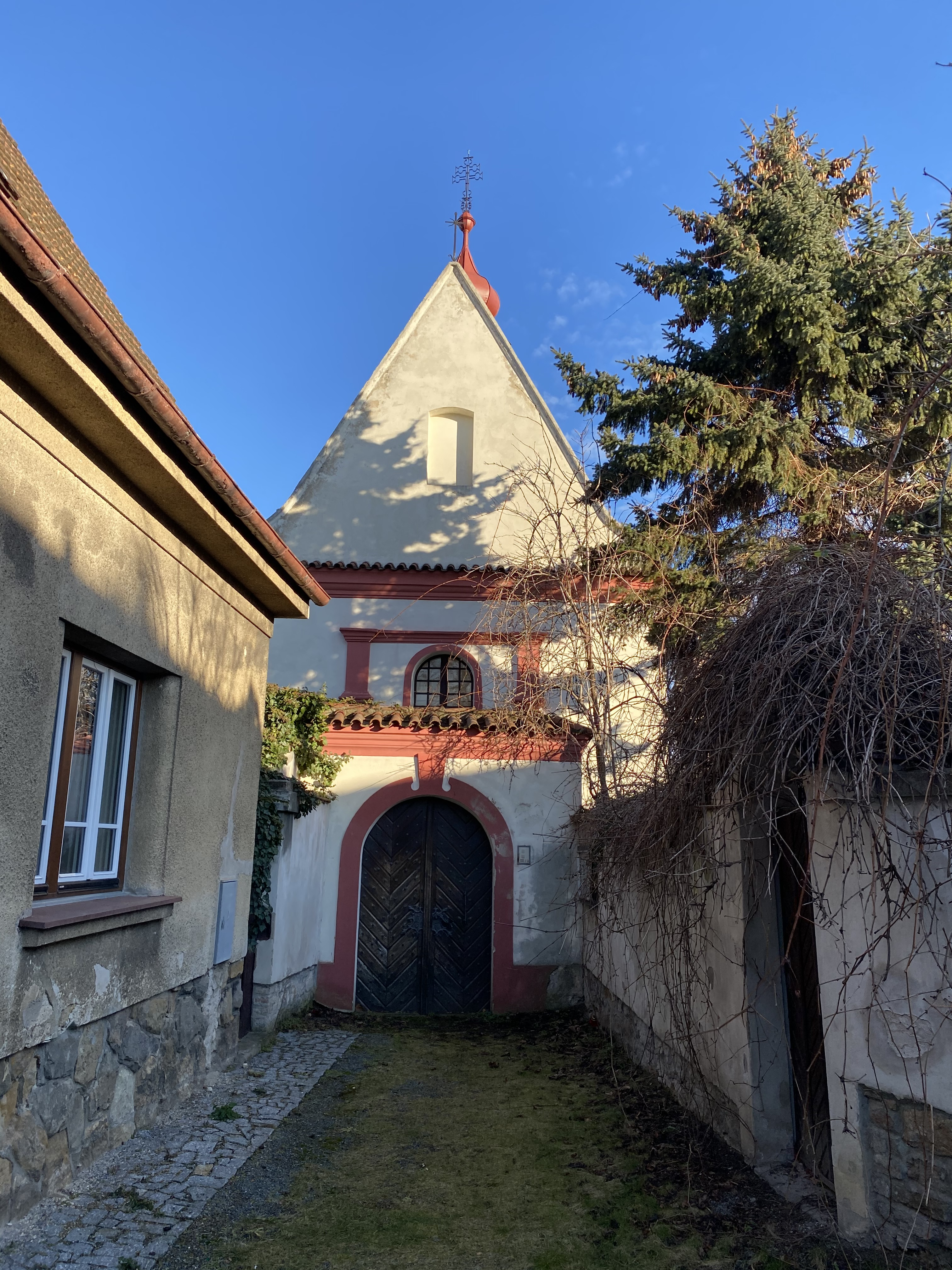
Kostel sv. Petra na Vyšším Hrádku

Piaristická rezidence nebyla ke vzdělávacím potřebám využívána již od roku 1872 a po smrti posledního superiora zůstala prázdná. Od roku 1919 město usilovalo zřídit tu chudobinec. V roce 1925 rezidenci koupil kněz a kanovník František Seyvalter pro svou útulnu slepých dívek. Budovu nechal zrekonstruovat a postavit nové křídlo a patrovou nástavbu. Největšího rozkvětu ústav dosáhl ve 20. a  30. letech. Od roku 1966 je rezidence památkově chráněna. Různým sociálním účelům sloužila budova až do roku 2014, v současnosti je prázdná. Kostel sv. Petra dnes patří církvi Českobratrské evangelické. 